# Max Kronert
Max Kronert, o Max Trübsand-Kronert (... – Berlino, 22 luglio 1925), è stato un attore tedesco teatrale e cinematografico che lavorò anche come regista teatrale.
Nella sua carriera, girò circa una trentina di film, esordendo nel 1918 sotto la direzione di Ernst Lubitsch, regista con il quale lavorò più volte. Kronert, oltre a Lubitsch, recitò con alcuni dei più noti registi tedeschi, quali Robert Wiene e Friedrich Wilhelm Murnau.

## Filmografia
- Sangue gitano (Carmen), regia di Ernst Lubitsch (1918)
- Der verführte Heilige, regia di Robert Wiene (1919)
- Meine Frau, die Filmschauspielerin, regia di Ernst Lubitsch (1919)
- La principessa delle ostriche (Die Austernprinzessin), regia di Ernst Lubitsch (1919)
- Die Tochter des Mehemed, regia di Alfred Halm (1919)
- Contessa Doddy (Komtesse Doddy), regia di Georg Jacoby (1919)
- La bambola di carne (Die Puppe), regia di Ernst Lubitsch (1919)
- Zwangsliebe im Freistaat, regia di Georg Schubert (1919)
- Das Spielzeug der Zarin, regia di Rudolf Meinert (1919)
- Das Kloster von Sendomir, regia di Rudolf Meinert (1919)
- Opfer, regia di Ernst Fiedler-Spies (1920)
- Satana (Satanas), regia di Friedrich Wilhelm Murnau (1920)
- Sumurun, regia di Ernst Lubitsch (1920)
- Die Dame in Schwarz, regia di Victor Janson (1920)
- Il Golem - Come venne al mondo (Der Golem, wie er in die Welt kam), regia di Carl Boese e Paul Wegener (1920)
- Das Spiel mit dem Feuer, regia di Georg Kroll e Robert Wiene (1921)
- Die Ratten, regia di Hanns Kobe (1921)
- Das Rätsel der Sphinx, regia di Adolf Gärtner (1921)
- Die Abenteuerin von Monte Carlo - 1. Die Geliebte des Schahs
- Die Abenteuerin von Monte Carlo - 2. Marokkanische Nächte
- Die Abenteuerin von Monte Carlo - 3. Der Mordprozeß Stanley
- Der ewige Fluch, regia di Fritz Wendhausen (1921)
- Louise de Lavallière
- Die weisse Wüste
- Die Frau mit den Millionen - 1. Der Schuß in der Pariser Oper
- Alles für Geld, regia di Reinhold Schünzel (1923)
- I.N.R.I., regia di Robert Wiene (1923)
- Ein Traum vom Glück, regia di Paul L. Stein (1924)
- Nju (Nju - Eine unverstandene Frau), regia di Paul Czinner (1924)
- Die Frau für 24 Stunden, regia di Reinhold Schünzel (1925)